# Helena af Sandeberg
Helena Beata Maria af Sandeberg (nacida el 1 de septiembre de 1971 en Solna) es una actriz sueca.

## Primeros años
Helena af Sandeberg nació el 1 de septiembre de 1971 en Solna, condado de Estocolmo, Suecia y creció en Rotebro, condado de Estocolmo, Suecia. Estudió en Södra Latin en Estocolmo y Actors Studio en Nueva York. La familia af Sandeberg es parte de la nobleza sueca sin título.

## Carrera profesional
En 2013, af Sandberg organizó el Sommar i P1 en SR P1 y apareció en la serie Sommarpratarna de SVT en octubre de 2014.

## Vida personal
De 2005 a 2010, estuvo casada con el director Alexander Mørk-Eidem con quien tuvo un hijo, Alfred. En 2013 se casó con el actor y músico Fredrik Lycke y en 2014 nació su hija. Se divorciaron en 2017. Es propietaria de la productora Alfredo Film och teater AB.

## Filmografía seleccionada
- 1997 - Rederiet (TV)
- 1997 - 9 millimeter
- 1998 - Zingo
- 1999 - In Bed with Santa
- 1999 - Sjätte dagen (TV)
- 1999 - C/o Segemyhr (TV)
- 2002 - Heja Björn (TV)
- 2003 - Virus i paradiset (TV)
- 2003 - Tur & retur
- 2005 - Kim Novak badade aldrig i Genesarets sjö
- 2006 - Hombres (TV)
- 2008 - Contra-investigación (TV)
- 2010 - Cornelis
- 2012 - El hipnotista
- 2012 - Blondie
- 2019 – Quicksand (Serie de Netflix)